# Embrithopoda
Gli embritopodi (Embrithopoda, il cui nome significa "dai piedi pesanti") sono un ordine estinto di mammiferi ritrovati in Asia, Africa ed Europa orientale. La maggior parte dei generi di embritopodi sono conosciuti esclusivamente da mascelle e denti risalenti dal tardo Paleocene al tardo Eocene, circa 56-28 milioni di anni fa, ma l'ordine è meglio conosciuto dal suo membro più recente, Arsinoitherium.

## Descrizione

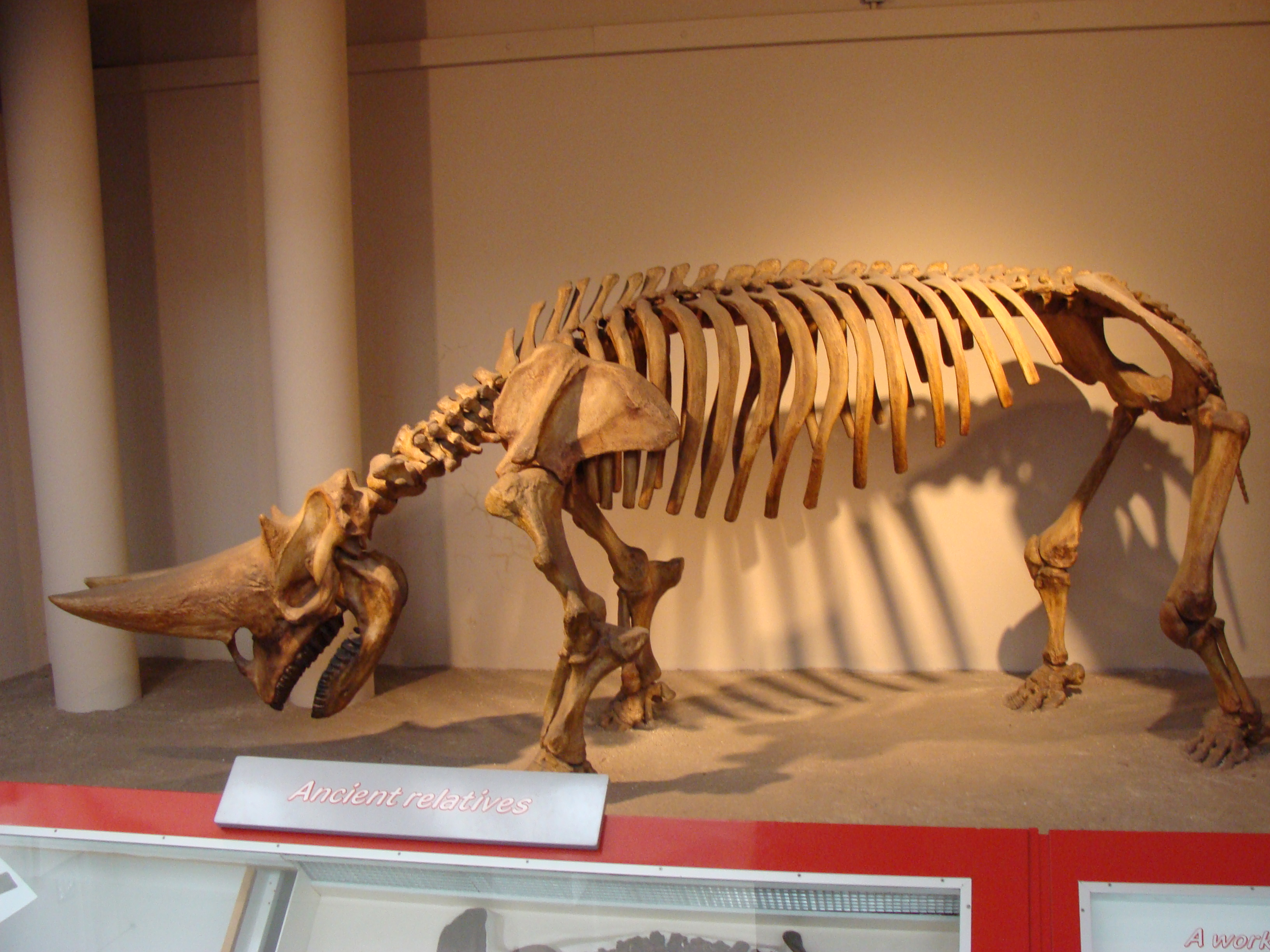
Scheletro completo di A. zitteli

Sebbene gli embritopodi abbiano una somiglianza apparente con i rinoceronti, le loro corna avevano nuclei ossei coperti di pelle cheratinizzata e non erano fatti di peli. Non tutti gli embrithopoda possedevano corna. Nonostante il loro aspetto, sono considerati legati agli elefanti, non ai perissodattili.
Come i tetiteri, si ritiene che embrithopoda faccia parte del clade Afrotheria. Tuttavia, uno studio sull'arsinoitheriide basale, Palaeoamasia kansui, suggerisce che gli embritopodi non sono tetiteri o penungulati, e che hanno bisogno di essere meglio campionato in un'analisi sui rapporti con gli eutheri per chiarire se siano o meno afrotheri. Non è inoltre chiaro se gli embrithopoda siano originari dell'Africa o dell'Eurasia. Tuttavia, recenti scoperte dimostrano un'origine africana e inoltre una relazione con altri paenungulati, sebbene si siano separati dal ramo principale prima di quanto si pensasse in precedenza.
Fossili di embritopodi sono stati ritrovati in Egitto, Marocco, Mongolia, Turchia, Romania, Namibia e Tunisia. Fino agli anni '70, era noto solo Arsinoitherium stesso, apparentemente isolato nei reperti fossili.

## Classificazione

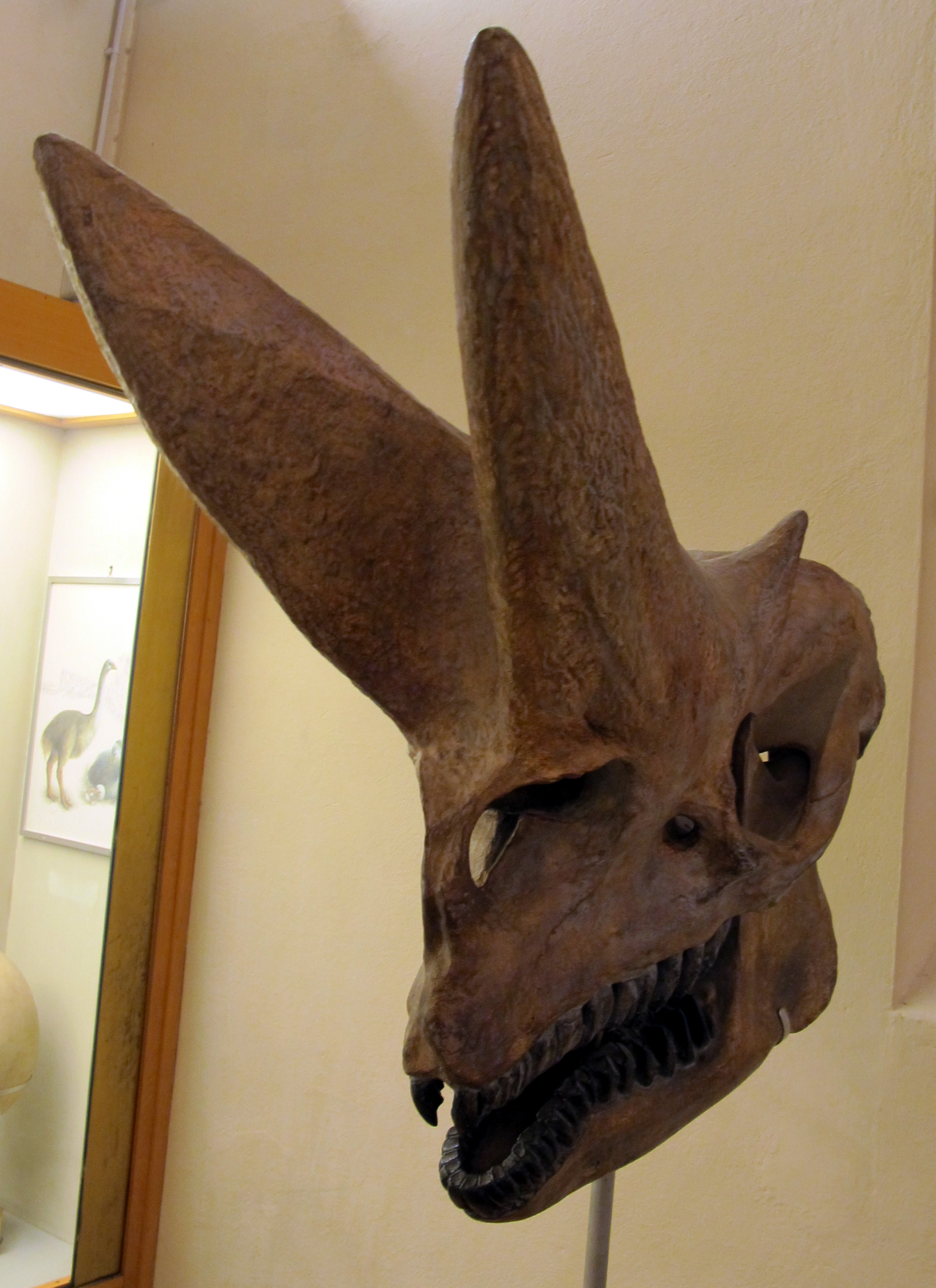
Cranio di A. zitteli

McKenna & Manning (1977) e McKenna & Bell (1997) consideravano Phenacolophus dalla Mongolia un embrithopoda primitivo, sebbene questa attribuzione sia stata contestata da molti altri autori. Uno studio cladistico del 2016 ha collocato Phenacolophus tra i perissodactyli e gli embrithopoda alla base di Altungulata. Più recentemente, è stato riclassificato come un afroterio, sebbene in una posizione più basale di quanto precedentemente ipotizzato.
Ordine Embrithopoda Andrews, 1906 sensu Prothero & Schoch, 1989 (=Barypoda Andrews, 1904)
- Genere † Stylolophus Gheerbrant et al, 2018
- Famiglia † Arsinoitheriidae Andrews, 1904
  - Genere † Namatherium Pickford et al., 2008[7]
  - Genere † Arsinoitherium Beadnell, 1902
- Famiglia † Palaeoamasiidae Şen Heintz, 1979
  - Genere † Hypsamasia Maas Thewissen Kappelman, 1998
  - Genere † Palaeoamasia Ozansoy, 1966
  - Genere † Crivadiatherium Radulesco Iliesco Iliesco, 1976